# Adriano Janežič
Adriano Janežič, slovenski ilustrator in karikaturist, * 19. avgust 1972, Ljubljana, Slovenija.
Obiskoval je slikarsko šolo Zmaga Modica v Ljubljani. Ilustrira slikanice, knjige, revije (Kekec, Zmajček) in učbenike za otroke in mladino, riše stripe in karikature (dnevnik Delo). Na natečaju Nedela je prejel nagrado za izvirni strip. Živi in dela v Ljubljani.

## Dela

### Pomembnejše knjižne ilustracije
- Kozlovska sodba v Višnji gori (1995) (COBISS)
- Tolovajevo leto (1995) (COBISS)
- Martin fantalin (1996) (COBISS)
- Tramvaj pripoveduje (2001) (COBISS)
- Stonoga Berta (2002) (COBISS)
- Zakaj so sloni rahlospeči? (2003) (COBISS)
- Podkovani zajec in modra oslica (2005) (COBISS)
- Žaba Mara (2006) (COBISS)
- Osel gre samo enkrat na led (2009) (COBISS)
- Moja, moja, moja (2011) (COBISS)
- Narobe stvari v mestu Petpedi (2016) (COBISS)

## Vir
- Veler Alenka, ur. (2005). Album slovenskih ilustratorjev. Ljubljana : Mladinska knjiga. COBISS 219779072. ISBN 86-11-16562-4.
- Osebnosti: veliki slovenski biografski leksikon. Mladinska knjiga, Ljubljana. 2008. COBISS 241136128. ISBN 978-961-01-0504-6.